# Okáč ječmínkový
Okáč ječmínkový (Lasiommata maera), Linneaus, 1758) je zástupcem jednoho z hojných druhů čeledi babočkovitých, (podčeledi okáčů) na území České republiky. Jedná se o středně velkého motýla, velikost 37-50 mm.

## Výskyt
Okáč ječmínkový je hojně rozšířen v palearktickém areálu, od Britských ostrovů přes Evropu v Asii až po Himálaj. Jeho přirozeným biotopem jsou světliny, průseky, mýtiny a cesty v jehličnatých a listnatých lesích ale také suché lesostepi a vyprahlé světliny v dubohabrových hájích nejteplejších oblastí. V horách a pahorkatinách vystupuje až do 2000 m a je tam jen jednogenerační.

## Chování a vývoj
Živnou rostlinou okáče ječmínkového jsou různé druhy trav. Motýl je dvougenerační, květen-červen a červenec-srpen. V horách létá jen jedna generace. Vajíčka jsou kladena jednotlivě do trsů trav. Housenky přezimují. 

## Ochrana a ohrožení
V České republice je všeobecně rozšířený a na lokalitách hojný druh. Horské ani nížinné populace nejsou ohroženy.

## Galerie

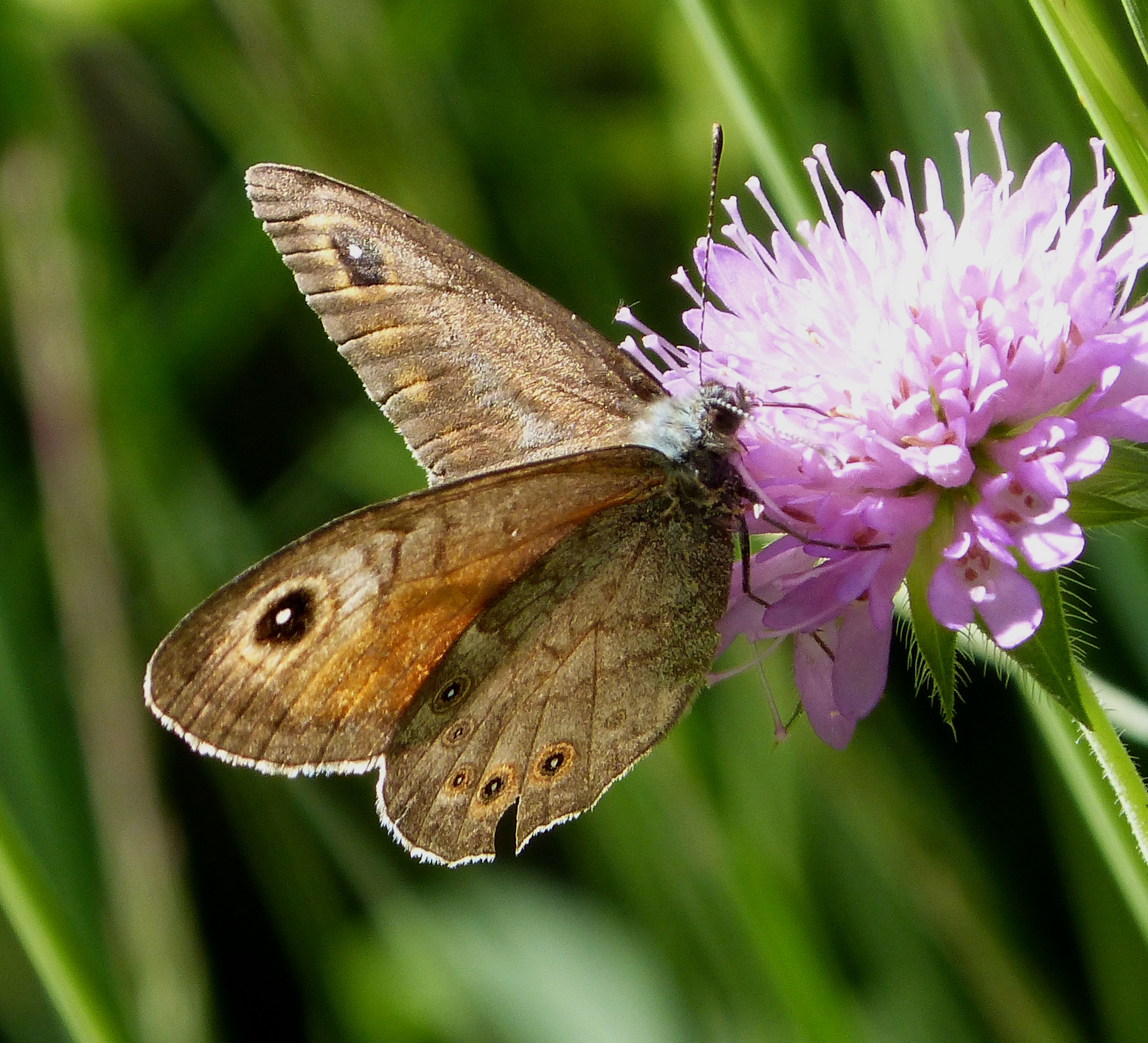
Okáč ječmínkový, Velká Británie
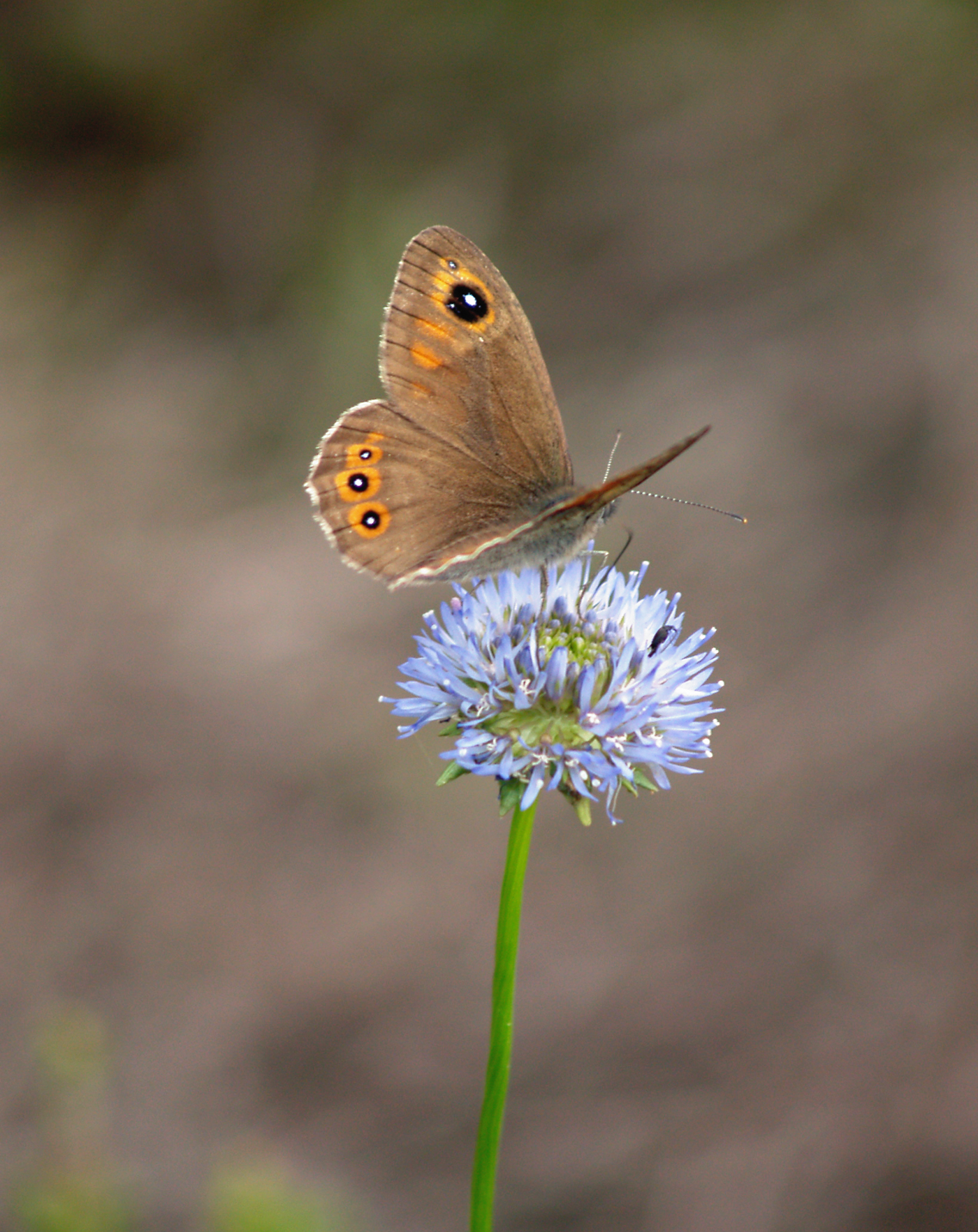
Okáč ječmínkový, Německo
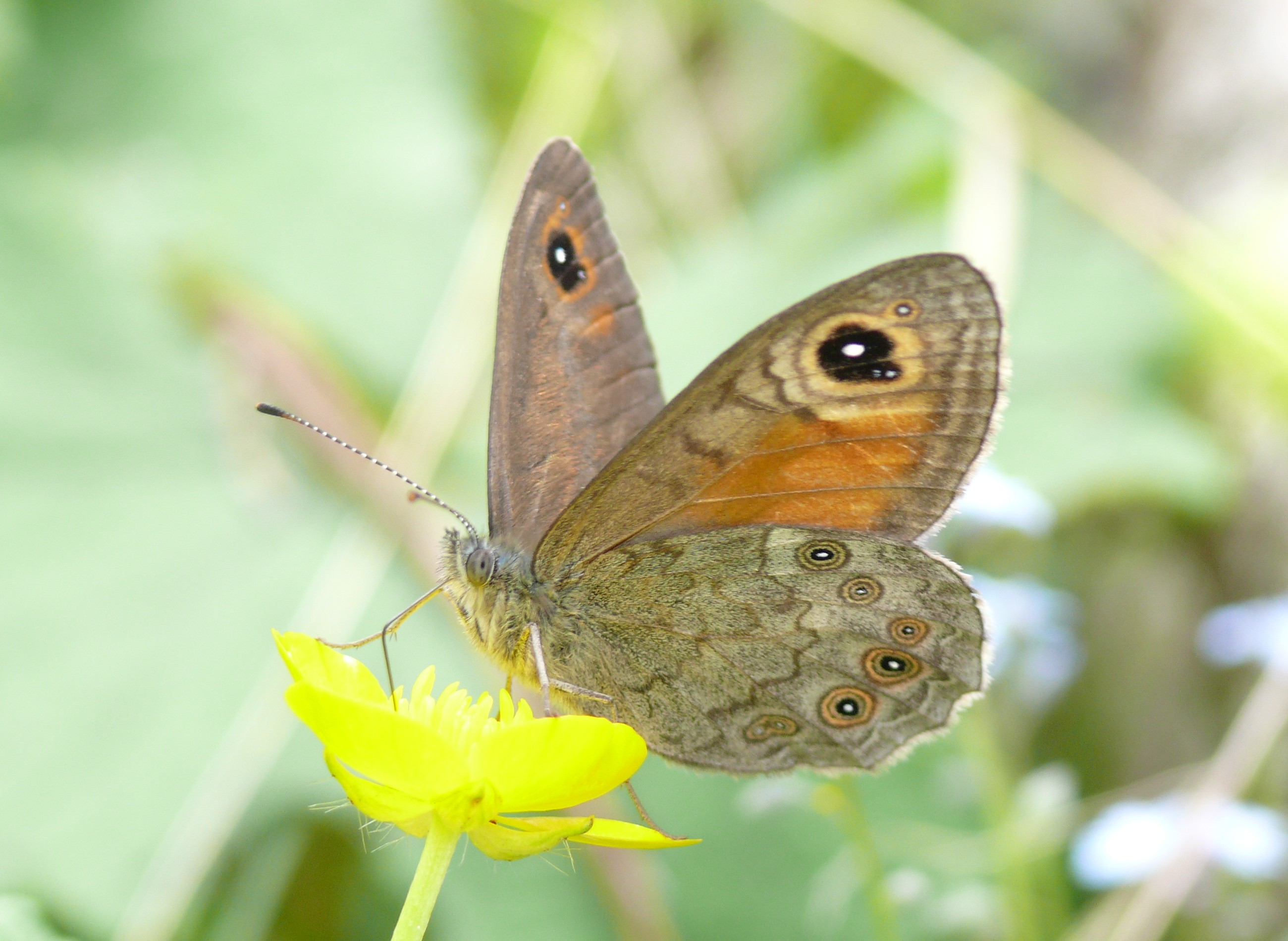
samice